# 張驤伍
張驤伍（？—1959年），原名憲，字驤伍，晚年改名襄五，部份文獻誤植其名為驤武。河北冀縣人，民國初年奉軍成員，後加入南方國民政府國民革命軍，參與北伐、抗戰。精通八極拳及武當劍法，曾任南京中央國術館副館長，對中國武術的推廣有很大貢獻。

## 生平
張驤伍幼年習儒，青年從軍，加入北洋新軍，派駐東北，成為李景林下屬。1907年，北洋軍許蘭州、陳富貴聘請李書文前來東北，擔任部隊總教習，張驤伍得而成為他的入門弟子，習八極拳。張作霖崛起後，張驤伍隨李景林投入奉系軍隊，曾參與直皖戰爭、第一次直奉戰爭與第二次直奉戰爭。
1925年，李景林出任直隸軍務督辦，請其師奉天北鎮宋唯一至其部隊教授武當劍法、武當太極拳、昆吾劍法，張驤伍、蔣馨發等人得以在此時跟隨宋唯一學劍，宋唯一在同年底病故。
1926年，張驤伍退出奉系軍隊，1928年，隨張之江至南京，參與創建中央國術館，與李景林一起任副館長。對日抗戰爆發，張驤伍重返行伍，受山東省主席韓復榘之命，任山東國民第五路軍（膠東民團）總指揮，駐紮山東，負責查緝煙毒、清剿土匪，殺人不眨眼，有「張剝皮」、「張閻羅王」之稱。後任牟平縣長。
1931年，李景林創辦山東國術館，邀請李書文前來，任總教習，李書文攜徒弟前往。張驤伍對李書文執禮甚恭，在他面前表演昆吾劍法，請李書文修正，在李書文指導之下，編成了昆吾劍二路套路（八極劍）。張驤伍對於李書文的徒弟也多所照顧，劉雲樵在此時向張驤伍學會昆吾劍法。張驤伍的部下那玉昆、劉序東、妻子那玉蘭也在此時成為李書文的弟子。
1937年，抗戰開始後，張驤伍退出軍隊，隱居在西安，改名襄五，此後致力於傳播中華武術。弟子有郝鴻昌、楊榮籍、李隨印等人。

## 佚事
- 曾有人向張將軍問起改名之事，其笑答可我如今不是沒人也沒馬了，取其已自軍中退伍之意也。